# Medea Borelli
Medea Borelli   (Constantina, 5 de març de 1861 - Florència, 2 de juliol de 1924) fou una soprano italiana.
Els seus pares formaven part d'una companyia que recorria la regió on nasqué; des dels primers anys demostrà notable facilitat per l'estudi de la música, fins al punt de presentar-se en el teatre de la Canobbiana de Milà, com a concertista de piano el 1868. Dotada d'una excel·lent veu de soprano, debutà en el teatre de l'Argentina de Roma, amb el patge del Un ballo in maschera (1879), i després cantà en els principals teatres d'Itàlia la Lucia di Lammermoor, Faust i Les Huguenots i, en La Scala, de Milà, amb gran èxit: Hérodiade, Semiramide i Simon Boccanegra.
Cantà una temporada en Rio de Janeiro i, al seu retorn, a Torí, Nàpols, Triste, Lisboa, en el Teatro Real (Madrid), Gran Teatre del Liceu i els primers teatres d'Europa; tornà a La Scala, on cantà diverses temporades, i fou una de les artistes predilectes d'aquell difícil públic, ja que als seus mèrits com a cantant reunia gran domini de l'escena i condicions d'actriu dramàtica.